# Route nationale 593
La route nationale 593, ou RN 593, est une ancienne route nationale française reliant Pont-de-Salars à Saint-Affrique.
À la suite de la réforme de 1972, elle a été déclassée en RD 993.

## Tracé
- Pont-de-Salars
- Salles-Curan
- Saint-Rome-de-Tarn
- Saint-Affrique